# Arctogadus
Arctogadus – rodzaj ryb dorszowatych (Gadidae), obejmujący jeden lub dwa gatunki przebywające w zimnych wodach półkuli północnej. Są blisko spokrewnione, ale znacznie mniejsze od dorsza atlantyckiego i pacyficznego.

## Zasięg występowania
Zasięg występowania gatunków z tego rodzaju obejmuje Ocean Arktyczny i północny Ocean Atlantycki.

## Cechy charakterystyczne
Trzy płetwy grzbietowe i dwie odbytowe wyraźnie oddzielone. Pierwsza płetwa odbytowa krótka. Szczęki równej długości lub dolna lekko wysunięta. Linia boczna przerywana, na głowie nie jest widoczna. U A. borisovi dobrze rozwinięty wąsik na podbródku, u A. glacialis szczątkowy lub nie występuje.

## Klasyfikacja
Do tego rodzaju zaliczono dwa taksony:
- Arctogadus borisovi – dorsz wschodniosyberyjski[4]
- Arctogadus glacialis – dorsz arktyczny[4]

Część ichtiologów uznaje tylko Arctogadus glacialis.